# ظهيرة (عين العرب)
ظهيرة قرية سوريّة تتبع إداريّاً لمحافظة حلب منطقة عين العرب ناحية مركز عين العرب، بلغ تعداد سكانها 399 نسمة حسب التعداد السكاني لعام 2004.